# Dianabad (Wien)

Logo

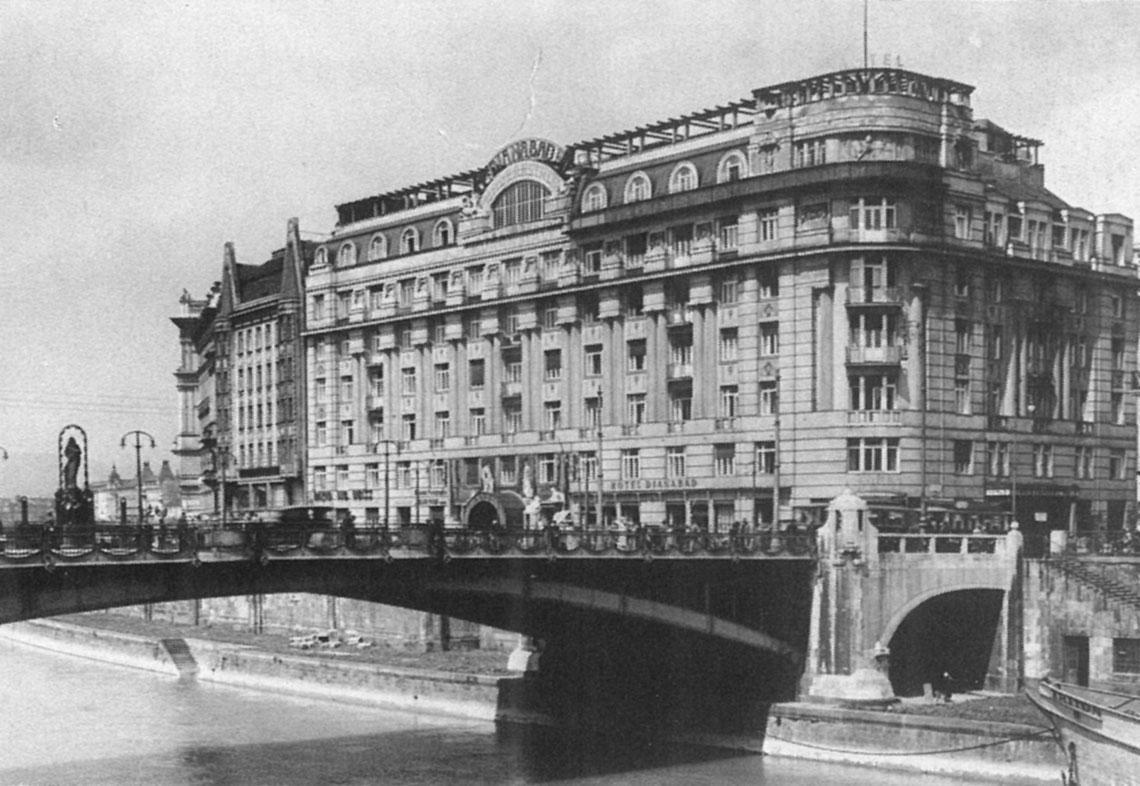
Der als Hotel fungierende Straßentrakt des 1913 bis 1917 gebauten zweiten Dianabades, wie er, ab 1945 als Ruine, bis zum Abriss 1963 zu sehen war. Das dahinter liegende Bad wurde 1965/66 demoliert.

Das von 1810 bis 2020 betriebene Dianabad in der Leopoldstadt, dem 2. Bezirk von Wien, wurde ursprünglich als Badehaus mit Wannenbädern erbaut. Erweiterungen und Umbauten machten aus ihm ein luxuriöses Hallenbad für die zahlungskräftige Oberschicht und Jahrzehnte lang auch ein Hotel. Seine Geschichte verlief sehr wechselhaft.

## Erstes Dianabad (Obere Donaustraße 93–95)

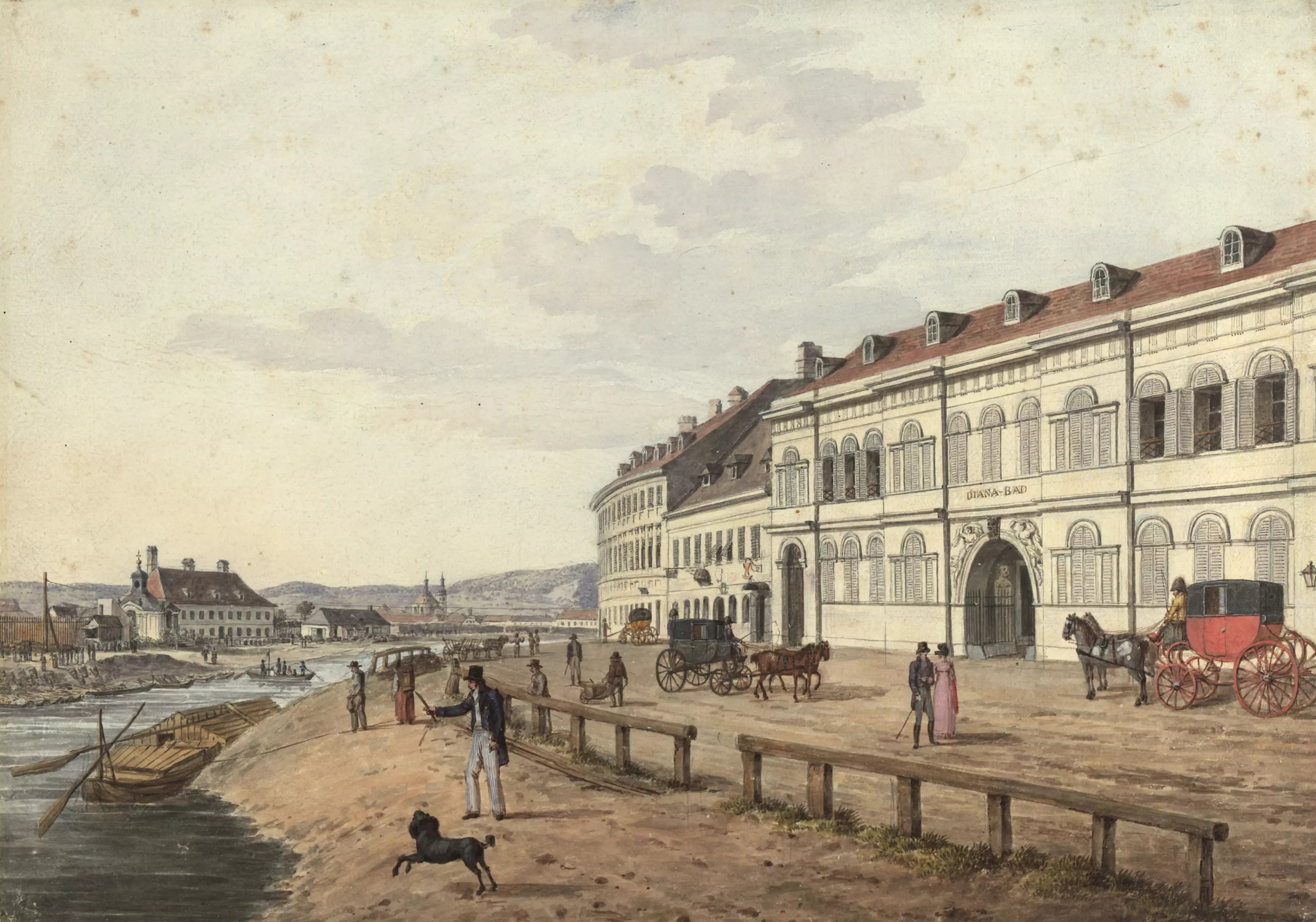
Das erste Dianabad (um 1810–1820)

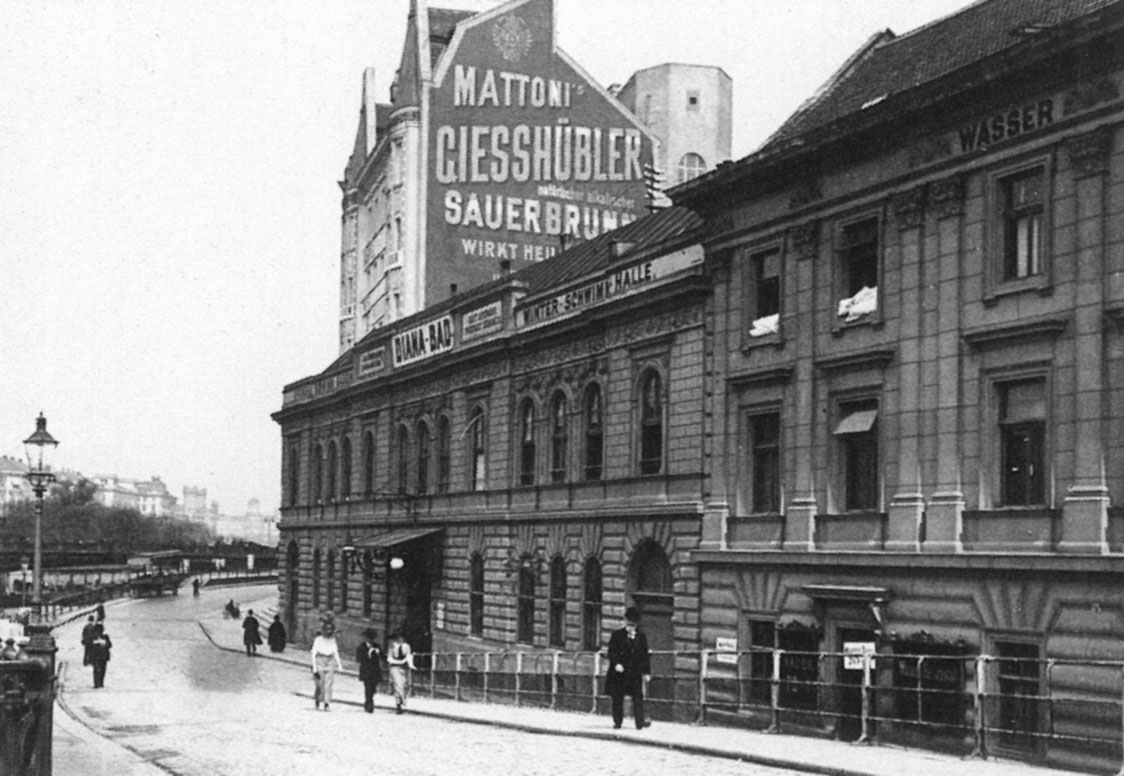
Das erste Dianabad anno 1912 kurz vor dem Abriss des Gebäudes

Das erste Dianabad am Wiener Donaukanal wurde 1808 bis 1810 vom in Frankreich geborenen Baumeister Charles de Moreau auf einem von ihm und dem Wiener Maler Carl Hummel angekauften Grundstück errichtet und am 1. Juli 1810 eröffnet. Das Badhaus entsprach „feudal-bürgerlichen Ansprüchen“ und bot Wannenbäder mit erwärmtem Wasser aus dem Donaukanal.
Nach einem Umbau präsentierte sich das Dianabad 1830 als Bad mit 68 um einen Gartenhof angelegten Badekabinen mit 78 Badewannen aus Zink, die mit erwärmtem Wasser gefüllt wurden. Bereits beim Verkauf der Eintrittskarten herrschte Geschlechtertrennung.
Als 1839 die „Norische Gesellschaft für Filtrierung“ in Wien eine Agentur errichtete, beschlossen die Besitzer des Dianabades, ihren Gästen filtriertes Wasser aus dem Donaukanal anzubieten und gleichzeitig das Bad um ein „Voll- und Schwimmbad“ zu erweitern. Für die Planungsarbeiten dieses Zubaus wurden Christian Friedrich Ludwig Förster als Architekt und Karl Etzel als Stahlbauexperte engagiert.

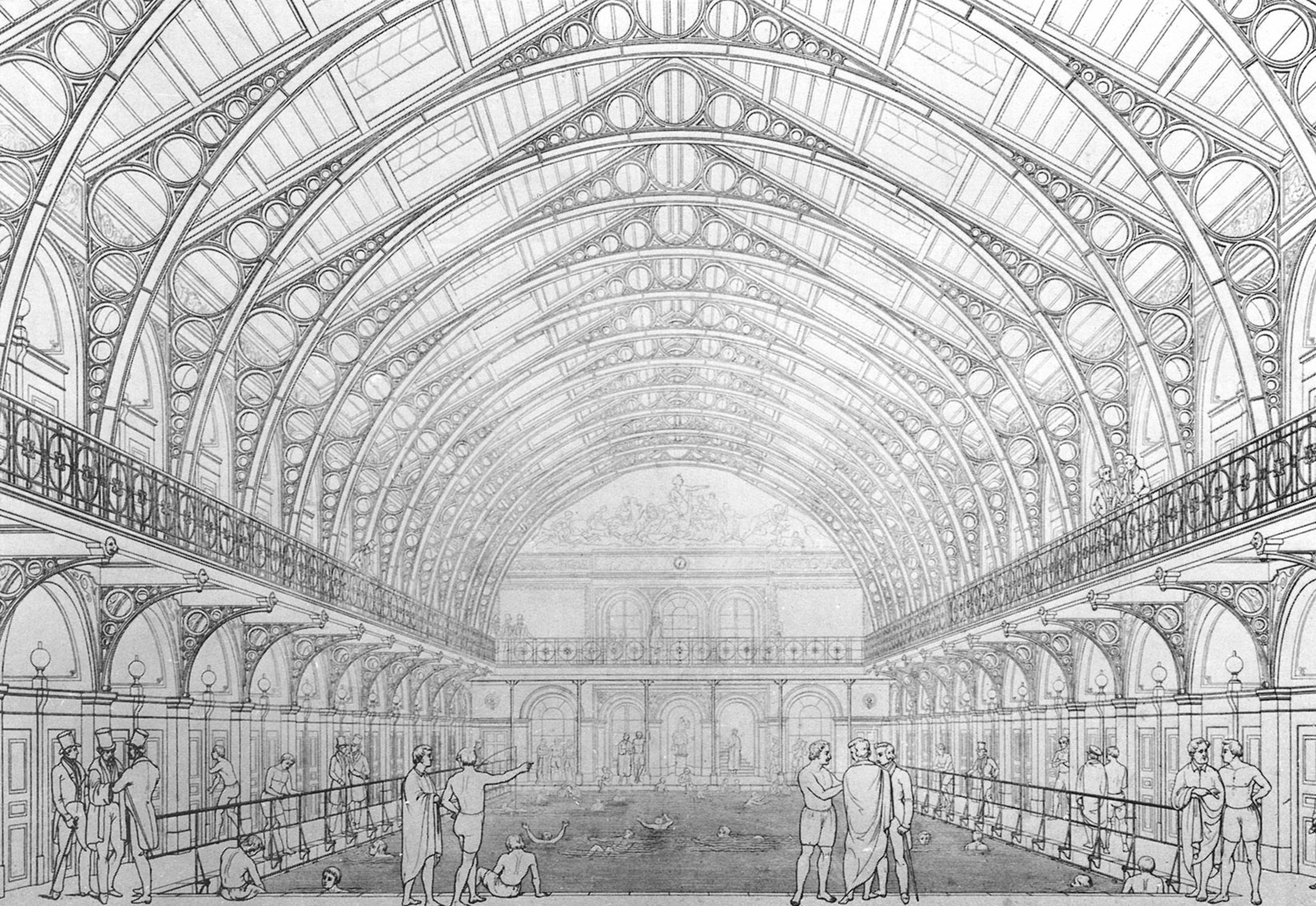
Die 1841–1843 errichtete Schwimmhalle, die erste auf dem Kontinent. Sie wurde als Stahlkonstruktion ausgeführt.

Der Umbau begann 1841 und wurde 1843 abgeschlossen. In dieser Zeit wurde die erste überdachte Schwimmhalle auf dem europäischen Kontinent errichtet. Diese Halle war 53 Meter lang und 20 Meter breit und überspannte ein 36 Meter langes und 13 Meter breites Becken. Neben den Umkleidekabinen gab es Ruheräume und einen Raum für einen Friseur. Die Eröffnung fand am 20. Mai 1843 statt.

### Sommersaison
Während das Badewasser auf konstante 31 Grad Celsius erwärmt wurde, beschloss man aus Gründen der Wirtschaftlichkeit, die Raumluft nicht zu erwärmen. Das machte einen Winterbetrieb zwar nicht möglich, verlängerte aber die Badesaison im Frühjahr und im Herbst um jeweils etwa zwei Monate gegenüber dem Baden in Freibädern.

### Wintersaison

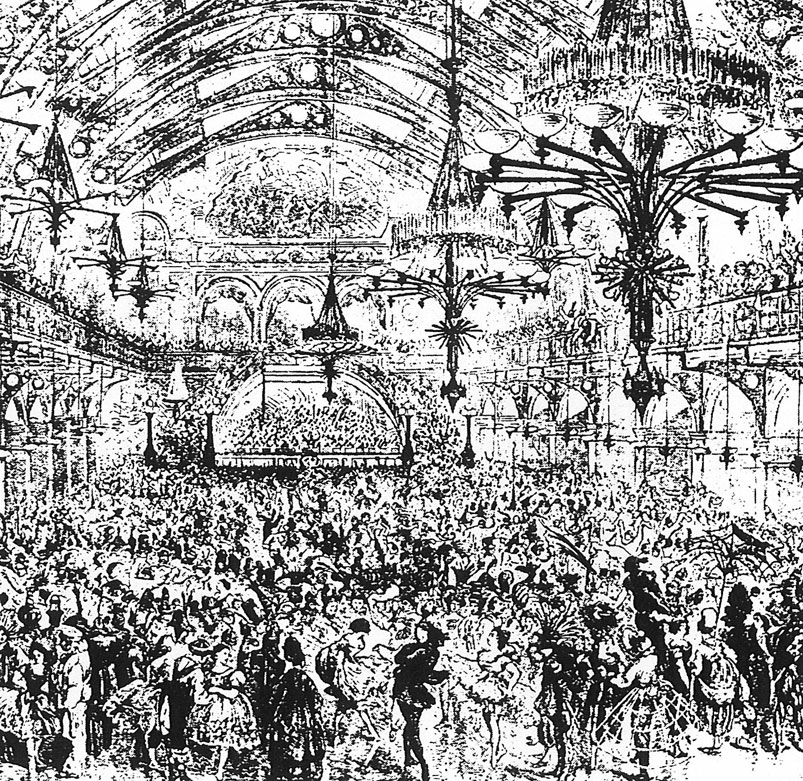
Das Dianabad als Ballsaal, um 1850

Während der badefreien Zeit wurden das Schwimmbecken abgedeckt und die Schwimmhalle als Konzert- und Ballsaal dekoriert. Dieser neue Diana-Saal (in Zeitungsanzeigen so genannt) wurde am 12. November 1860 mit der „Diana-Polka“ von Josef Strauss eröffnet. Eduard Strauß debütierte hier 1862, Carl Michael Ziehrer 1863; die berühmte Fiaker-Milli trat auf. Am 15. Februar 1867 erlebte hier der Strauss-Walzer „An der schönen blauen Donau“ bei einem Liederabend des Wiener Männergesang-Vereins seine von enthusiastischem Applaus gefolgte Uraufführung.
Am 24. Oktober 1868 wurde im Diana-Saal das Unterhaltungsetablissement Alcazar eröffnet. In den Pausen des Solistenkonzerts musizierten, der Eigenwerbung zufolge, Carl Michael Ziehrer und seine Kapelle und das kurz zuvor als Septett gegründete Damen-Orchester der Pianistin Josephine Weinlich (ab ca. 1873: Amann-Weinlich; 1840–1887). Besonderer Höhepunkt des Programms war die erste Gastvorstellung des Violin-Virtuosen Carl Herrmann Unthan (1848–1929), der, ohne Arme geboren, mithilfe seiner Zehen seine offenbar mit ängstlicher Genauigkeit einstudierten Piecen vortrug – was in dem auch Speisen servierenden Lokal beim Rezensenten der Neuen Freien Presse ein peinliches Gefühl hervorrief.
Im Gebäude befand sich auch eine Heilanstalt, die im Jänner 1874 unter der Leitung des Lungenfacharztes Anton Loew (1847–1907; siehe Gertrud Löw) stand.
1879 erfolgte nach Entwürfen von Otto Wagner der Umbau des Innenhofs in eine offene Sommerschwimmhalle und 1889 wurde eine Dampfheizung installiert. Diese ermöglichte den ganzjährigen Betrieb des Dianabads als Schwimmbad.

## Zweites Dianabad

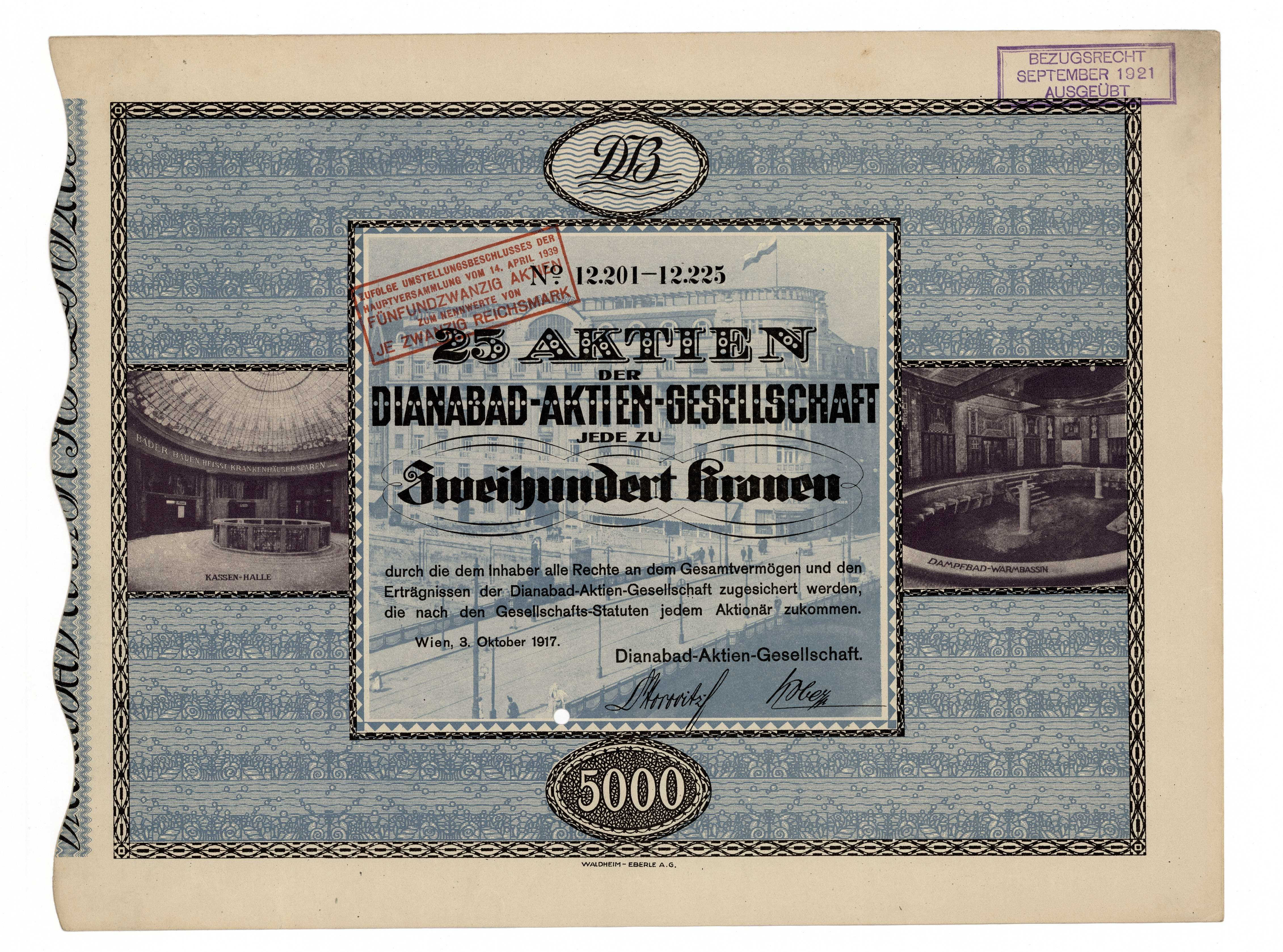
Sammelaktie der Dianabad-AG vom 3. Oktober 1917

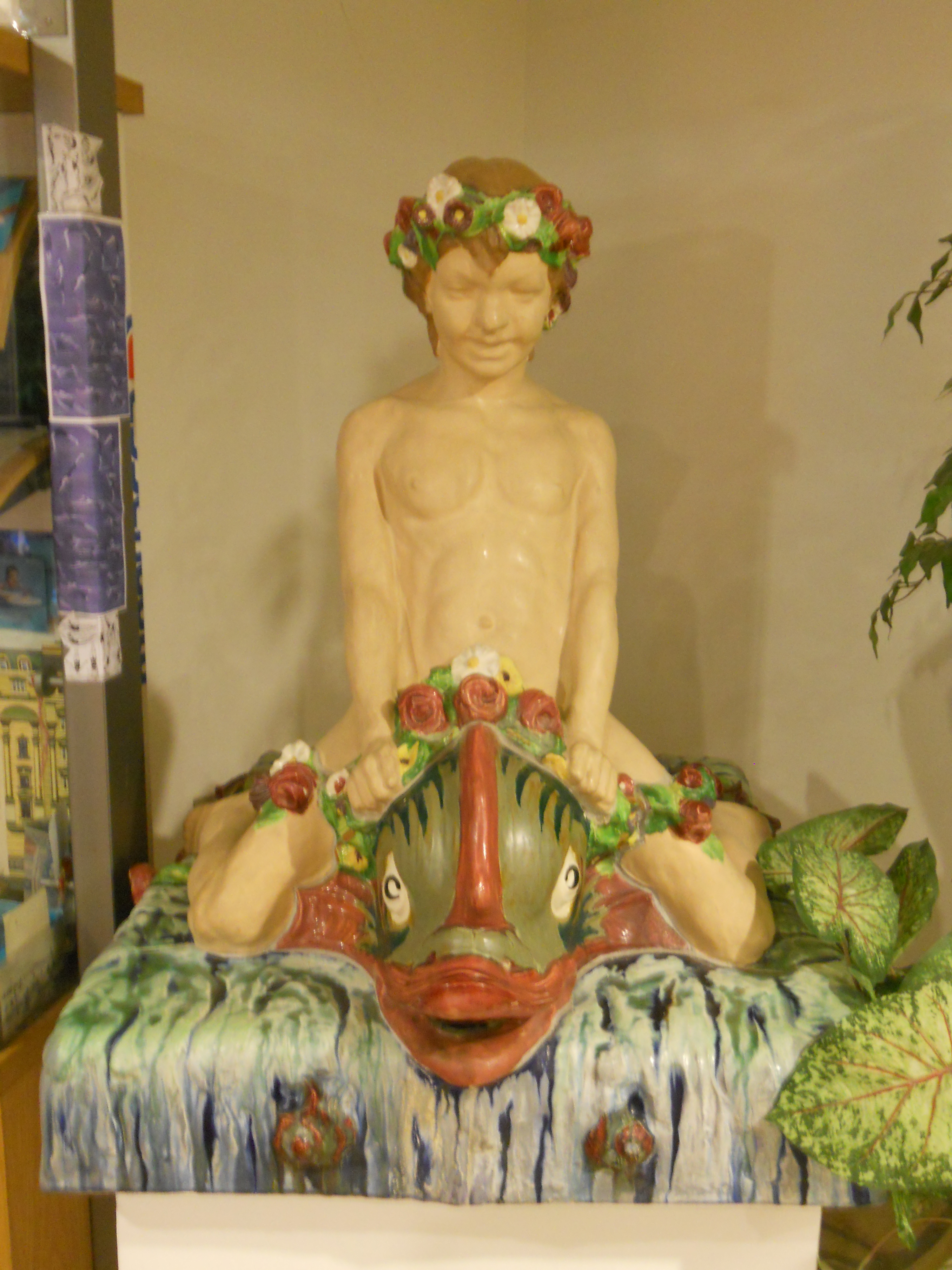
Figur eines auf einem Delphin reitenden Knaben, eines der denkmalgeschützten Relikte des zweiten Dianabades

Nach einem Besitzerwechsel – das Bad wurde Eigentum der „Dianabad-Actien-Unternehmung“ – wurde das alte Dianabad abgerissen und 1913–1917 nach den Plänen des Architekten Peter Paul Brang, der in einem Wettbewerb ermittelt worden war, durch eine luxuriöse fünfstöckige Anlage ersetzt. Brang hatte bereits um 1900 in Reichenberg, als Wien des Nordens bezeichnet, ein nach Kaiser Franz Joseph I. benanntes Stadtbad projektiert.
Dieses zweite Dianabad besaß zwei Schwimmhallen (für Männer mit Sportbecken, für Frauen mit Wellenbad), Dampf- und Wannenbäder, Sonnenbäder und ein Hotel, das den ganzen Straßentrakt an der Oberen Donaustraße einnahm. Angeboten wurden aber auch eine Kuranstalt, Geschäfte, ein Frisiersalon, Fußpflege, ein Restaurant (teilweise im Bademantel zu betreten), eine Kleiderreinigung, ein Hundebad mit Tierarzt sowie weitere Attraktionen.
Es schufen 1914 Leopold Forstner Mosaike für die kreisrunde mit einem großen Goldfischbecken in der Mitte versehene Eingangshalle und Georg Leisek 1914/1915 den Skulpturenschmuck des Bades. Der Badbesuch wurde in drei Klassen mit entsprechend abgestuftem Komfort angeboten. Da man im Gegensatz zum 1914 eröffneten städtischen Jörgerbad die Geschlechtertrennung beibehielt, musste das gesamte Bad praktisch doppelt gebaut werden. Die Eröffnung fand am 15. August 1917 im schon drei Jahre dauernden Krieg statt.
Das Dianabad wurde 1945 in der Schlacht um Wien erst durch Bombentreffer und später durch die schweren Kämpfe zwischen der Wehrmacht und der Roten Armee entlang des Donaukanals schwer beschädigt. Das Hotel brannte im April 1945 völlig aus. Im Bad konnte am 1. August 1946 wieder der provisorische Betrieb aufgenommen werden. Im Oktober 1947 wurden hier Länderkämpfe zwischen Österreich und der Schweiz (Herrenbewerbe) sowie zwischen Österreich und der Tschechoslowakei (Damenbewerbe) in Schwimmen, Springen und Wasserball abgehalten.
Da eine Generalsanierung unrentabel erschien und man dem Denkmalschutz bei diesem Gebäude im Ringstraßenstil keinen Gedanken widmete, entschloss man sich später zum Abriss. Die Hotelruine wurde 1963 demoliert, das veraltete, aber noch funktionsfähige Bad 1965/1966. Der große Schornstein wurde am 12. August 1967 gesprengt.

## Drittes Dianabad (Lilienbrunngasse 7–9)
Die private Dianabad-Aktiengesellschaft hatte kein Interesse an einem Neubau. Am Donaukanal (Obere Donaustraße 93–95) wurde ein Bürohaus errichtet, das so genannte „IBM-Haus“. Den hinteren Teil des Grundstücks erwarb die Stadt Wien, um hier laut Beschluss vom 2. Dezember 1968 das dritte Dianabad als nunmehr städtisches Bad zu errichten.
Die Bauarbeiten begannen 1969 und wurden nach Plänen von Friedrich Florian Grünberger (der für die Stadtverwaltung auch andere Bäder entwarf) und Georg Lippert durchgeführt. Das am 14. Juni 1974 eröffnete Bad umfasste mehrere Schwimmbecken, zwei Saunaabteilungen mit verschiedenen Kammern, Kuranstalt, Restaurant und Buffet und zusätzlich noch Friseur, Parfumerie, Kosmetiksalon, Sportmassage, Fußpflege und eine Parkgarage. Seit 1991 stand eine umfassende Renovierung an, wurde aber als unrentabel ad acta gelegt. Der Gemeinderat beschloss im Juni 1995 einen Neubau. Beim Abbruch brach im November 1995 ein Brand aus, der die Demolierung beschleunigte. Sie war 1996 beendet.

## Viertes Dianabad
Das bisher letzte Dianabad – diesmal unter dem Namen Diana-Erlebnisbad – wurde als Teil eines Bürohauses neu errichtet, allerdings nicht mehr als städtisches Bad, sondern von der Dianabad Errichtungs- und BetriebsGmbH. Deren Gesellschafter sind die Raiffeisen-Holding NÖ-Wien und der UNIQA-Versicherungskonzern; beide haben ihre Zentralen in unmittelbarer Nähe. Baubeginn war 1998, eröffnet wurde das neue Erlebnisbad im Oktober 2000. Die Wandgestaltung im Restaurant- und Kindergeburtstagsbereich stammen von Dianabadmitarbeiter Jan Balak und seiner Schwester Suska Balakova.
Die Förderung der Stadt Wien in der Höhe von 200 Millionen Schilling (ca. 14,5 Millionen Euro) war an die Bedingung eines Betriebes von mindestens 20 Jahren geknüpft. Mit dem absehbaren Ablauf dieser Frist gab die Betreibergesellschaft im Jänner 2020 bekannt, den Betrieb im Herbst 2020 einzustellen. Letzter Badetag: 31. Oktober 2020.

## Anmerkung
1. ↑  Die dem Dianabad bisweilen zugeordnete Adresse Obere Donaustraße 81 (siehe z. B.: Wiens Sehenswürdigkeiten. (…) Bäder. In: Deutsche Zeitung, Morgenblatt, Nr. 553/1873, 15. Juli 1873, S. 13, oben links. (online bei ANNO).) dürfte auf einer Verwechslung beruhen. Unter Orientierungsnummer 81 befand sich von 1784 bis 1888 das mit dem Wasser des Donaukanals gespeiste Bad Zum weißen Wolfen. – Aus: Gibs: Leopoldstadt – kleine Welt am großen Strom, S. 222.

Koordinaten: 48° 12′ 49″ N, 16° 22′ 36″ O